# San Lorenzo, Guimaras

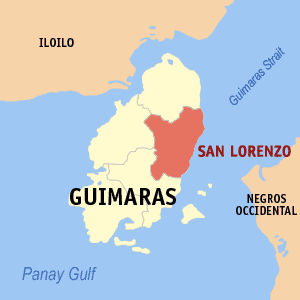
Bản đồ Guimaras với vị trí của San Lorenzo

San Lorenzo là một đô thị hạng 5 ở tỉnh Guimaras, Philippines. Theo điều tra dân số năm 2000 của Philipin, đô thị này có dân số 20.168 người trong 3.809 hộ.

## Các đơn vị hành chính
San Lorenzo được chia ra 12 barangay.
- Aguilar
- Cabano
- Cabungahan
- Constancia
- Gaban
- Igcawayan
- M. Chavez
- San Enrique (Lebas)
- Sapal
- Sebario
- Suclaran
- Tamborong
- Pandugan
- Kuripaw
- Progreso